# Мирза Али Кули-хан Ансари
Мирза Али Кули-хан Ансари (перс. علیقلی مسعود انصاری‎; 10 февраля 1875, Тегеран — 1938, Тегеран) — министр иностранных дел Ирана. Также известный как Мошавер оль-Мамалек (перс. مشاورالممالک‎). Внук Мирза Масуд-хан Ансари.

## Биография
Мирза Али Кули-хан сын Мирза Гасан-хан Ансари родился 10 февраля 1875 года в городе Тегеран. После учёбы в Тегеране работал в министерстве иностранных дел Ирана.
В 1896—1898 годах служил советником посла (дабири-аввал) Ирана в дипломатическом представительстве Ирана в России.
В 1898—1905 годах находился на различных руководящих должностях в правительстве каджарского Ирана. В следующие четыре года работал в персидских дипломатических представительствах Ирана в Блистательной Порте (Османской империи).
В 1915 году был назначен на пост министра иностранных дел Персии.
В 1916 году был назначен послом Персии в России.
В 1918 году вновь был назначен на пост министра иностранных дел Персии.
В 1928 — 1930 годы Ансари являлся послом в Лондоне.

## Советско-иранские отношения
На первых порах правительство Ирана поддерживало с дипломатическим представителем России в Персии Бравиным Н.З. официальные контакты, хотя он не вручил верительных грамот после прихода к власти большевиков. 1 февраля 1918 года министр иностранных дел Ирана Мошавер оль-Мамалек нанёс ему официальный визит и обсудил с ним ряд интересующих Иран проблем. В то же время иранское правительство продолжало поддерживать официальные отношения с бывшей царской миссией. Оценивая эту ненормальную ситуацию, Бравин сообщал в Народный комиссариат иностранных дел СССР: «Шахское правительство с одной стороны как бы признаёт нового русского дипломатического агента, а с другой — не уклоняется также от официальных отношений с фон Эттером. Из-за этого персидская демократическая печать ведёт отчаянную кампанию против правительства»
Вскоре Бравину стала ясна истинная причина непоследовательности поведения иранских министров. «В дело признания меня шахским правительством решительно вмешалась английская миссия — писал он — которая требует, чтобы шахские министры не только не признавали бы меня, но ещё бы предложили мне немедля покинуть пределы Персии».
Через иранскую миссию в Лондоне Мошир запросил Москву относительно возможности направить в Россию официальную дипломатическую миссию для переговоров. 9 августа 1920 года поверенный в делах Ирана в Лондоне получил ответ Чичерина, содержащий заверения в том, что РСФСР продолжает относиться к Ирану как к дружественной державе. 18 августа в Москве была получена переданная через Лондон нота МИД Ирана, в которой говорилось, что Иран стремится к установлению основанных на дружбе и добрососедстве отношений с Советской Россией и назначает посланника в Стамбуле Мошавера оль-Мамалека чрезвычайным послом в Москву для ведения переговоров о заключении договора с РСФСР. 27 августа Чичерин телеграфировал, что Москва готова принять Мошавера в качестве чрезвычайного и полномочного посла и вести с ним официальные переговоры о нормализации отношений между РСФСР и Ираном.
Ещё в марте 1927 года А. Ансари в интервью корреспонденту газеты «Кушеш» уделил много внимания трудностям, которые существуют в советско-иранских экономических отношениях, и указал на главную из них — нежелание Советского Союза платить за иранские товары в твердой валюте, которая так необходима Ирану. Ансари утверждал, что предложенный советской стороной принцип нетто-баланса и советская монополия внешней торговли несовместимы с принципами свободной торговли, которой придерживается остальной мир.
7 марта 1927 года Юренёв К.К. направил Ансари резкую ноту, в которой охарактеризовал негативную позицию деловых кругов Ирана по отношению к советско-иранскому торговому договору как антисоветскую акцию и обвинил иранское правительство в попустительстве такой деятельности и даже в подстрекательстве.
Министр иностранных дел Ансари занимал диаметрально противоположную позицию, что нашло отражение в его интервью газете «Кушеш». Ансари был возмущен советским шантажом и считал, что застой в советско-иранских экономических отношениях вовсе не так опасен для экономики Ирана, как это пытался изобразить премьер-министр, и что Иран может без труда найти другие рынки для сбыта своей продукции, причём более выгодные и перспективные, чем советский рынок.